# Catherine de Cleves
Catherine de Clèves (sau de Nevers) (1548 – 11 mai 1633) a fost soția lui Henri de Lorena, Duce de Guise. Prin căsătorie a devenit Ducesă de Guise din 1570 până în 1588. A fost Contesă de Eu de drept începând cu anul 1564.

## Biografie
Catherine a fost a doua fiică a Ducelui de Nevers François de Clèves și a Margueritei de Bourbon, sora mai mare a lui Antoine de Bourbon. 
A fost verișoară primară cu Henric al IV-lea al Franței, cumnată cu Henri de Bourbon, Prinț de Condé și mătușa reginei Poloniei, Ludwika Maria Gonzaga.
La vârsta de 12 ani Catherine s-a căsătorit cu Antoine de Croÿ, Prinț de Porcien, care a murit șapte ani mai târziu. După trei ani convenționali de doliu, la 4 octombrie 1570, ea s-a căsătorit cu Henric de Lorena, Duce de Guise, care era cu doi ani mai mic decât ea.
Ei au avut 14 copii, printre care și Charles, Duce de Guise și Louis al III-lea, Cardinal de Guise. Ea a avut o aventură intens mediatizată cu un tânăr nobil, Saint-Mégrin, care a fost ucis de către soțul ei. Evenimentul a fost dramatizat în pisa lui Alexandre Dumas Henri III et sa cour (1829).
Henric de Guise a fost liderul facțiunii catolice în Războiul Francez al Religiilor. Din 1584, conflictul dintre facțiunile conduse de Henric de Guise, Henric de Navarra și Henric al III-lea al Franței a fost cunoscut drept Războiul celor Trei Henric. În 1588, Henric de Guise a fost asasinat din ordinul regelui Henric al III-lea.
Catherine nu l-a iertat niciodată pe Henric al III-lea al Franței pentru rolul său în asasinarea soțului ei. A început să fie interesată de intrigile Ligii Catolice și a încurajat asasinarea regelui Henric în 1589. Și-a sprijinit fiul cel mare în canditatura sa pentru tronul Franței.
Împăcarea Catherinei cu vărul ei, Henric al IV-lea, a avut loc abia după convertirea acestuia la catolicism. Imediat ea s-a mutat la Paris și a obținut o poziție foarte onorabilă în suita soției regelui, Maria de Medici. Familia Guise a continuat să o susțină pe regină de-a lungul regenței și, Catherine a urmat-o pe Maria în exilul la Bloise după ce Ludovic al XIII-lea și-a asumat domnia.

### Copii
Henric și Catherine au avut 14 copii:
1. Charles, Duce de Guise (1571–1640), care l-a succedat
2. Henri (30 iunie 1572, Paris – 13 august 1574)
3. Catherine (3 noiembrie 1573) (a murit la naștere)
4. Louis al III-lea, Cardinal de Guise (1575–1621), Arhiepiscop de Reims
5. Charles (1 ianuarie 1576, Paris) (a murit la naștere)
6. Marie (1 iunie 1577–1582)
7. Claude, Duce de Chevreuse (1578–1657) căsătorit cu Marie de Rohan, fiica lui Hercule de Rohan, duce de Montbazon
8. Catherine (29 mai 1579), d. tânără
9. Christine (21 ianuarie 1580) (a murit la naștere)
10. François (14 mai 1581 – 29 septembrie 1582)
11. Renée (1585 – 13 iunie 1626, Reims), stareță de Sf. Petru
12. Jeanne (31 iulie 1586 – 8 octombrie 1638), stareță de Jouarre
13. Louise Marguerite, (1588 – 30 aprilie 1631), căsătorită la Castelul Meudon, la 24 iulie 1605 cu François, Prinț de Conti
14. François Alexandre (7 februarie 1589 – 1 iunie 1614), cavaler al Ordinului de la Malta

1. ↑   http://genealogy.euweb.cz/lorraine/lorraine6.html, accesat în 15 ianuarie 2016 Lipsește sau este vid: |title= (ajutor)
2. ↑  Dictionary of Women Worldwide[*] Verificați valoarea |titlelink= (ajutor)